# Кувейтські вежі
29°23′24″ пн. ш. 48°00′11″ сх. д. / 29.39° пн. ш. 48.003055555556° сх. д.
Кувейтські вежі — комплекс з трьох залізобетонних веж у Ель-Кувейті, розташованих на мисі, який виступає у води Перської затоки.
Первісне утилітарне призначення башт — підтримувати тиск води в водопровідній мережі міста. Однак, завдяки яскравій індивідуальності та архітектурній виразності, Кувейтські вежі стали всесвітньо відомою пам'яткою і символом столиці близькосхідного емірату.
Три вежі, дві з яких є водонапірними, а третя, найтонша, несе електричне обладнання і прожектори для освітлення перших двох, Їх будувала Белградська будівельна компанія «Енергопроєкт» за проєктом шведського архітектора Малені Бйорна. Емір Кувейту шейх Джабір аль-Ахмед особисто здійснив вибір проєкту з декількох, представлених на конкурс. Вежі були споруджені в 1971—1976 роках і урочисто відкриті 26 лютого 1977 року. Під час війни в Перській затоці 1990—1991 років вони постраждали, але були відновлені до 2012 року і тепер зустрічають туристів у своїй колишній пишноті.
Центральна водонапірна вежа має 187 м у висоту і привертає увагу двома натягнутими на вежу кулями. Нижня — це ємність для води об'ємом 4500 кубічних метрів, всередині ж верхньої кулі, розміщеної на висоті 123 м над рівнем землі, на поворотній платформі розташований панорамний ресторан на 90 місць. Платформа разом зі столиками і всіма відвідувачами ресторану робить повний оберт за 30 хвилин. Висота другої водонапірної вежі з однією кулею — 147 м; дві вежі разом здатні запасти до 9 тисяч кубічних метрів води.
Своєрідний зовнішній вигляд сферичних баштових конструкцій досягнуто завдяки особливому покриттю, що складається з безлічі сталевих дисків синього, зеленого і сірого кольорів. Це оформлення, за словами архітектора веж Малені Бйорна, покликане нагадувати про синьо-блакитні музичні куполи середньовічних мечетей. Всього три кулі оброблені більш ніж сорока тисячами таких дисків восьми відтінків, розташованих по спіралі.
Він є символом сучасного Кувейту та об'єктом, який незмінно привертає туристів, кувейтські вежі ефектно освітлені в темний час доби. Витончений силует веж можна бачити й на банкноті в один кувейтський динар.
У 1980 році роботу зодчих — водонапірні башти, спільно з Кувейтськими водонапірними вежами (комплекс з 31 веж був побудований також в Ель-Кувейті в 1970—1976 роках) — відзначено премією Ага Хана з архітектури.